# ایزابل مادیرا
ایزابل مادیرا (زاده ۱۵۴۶) یک سرباز پرتغالی بود که به‌خاطر مشارکتش در دفاع از دیو در هند طی محاصرهٔ ۱۵۴۶ شناخته می‌شود. او کاپیتان گردانی از زنان مبارز بود.

## زندگی‌نامه
در طول دومین محاصرهٔ دیو در سال ۱۵۴۶، کاپیتان ایزابل مادیرا، همراه با ایزابل فرناندس، گارسیا رودریگز، کاترینا لوپس و ایزابل دیاس، فرماندهی گردانی از زنان مبارز را بر عهده داشت. این گردان تحت فرمان ژوآئو دو ماسکارنیاس، فرماندهٔ دژ دیو، قرار داشت، زیرا نیروی مستقر در دژ کوچک بود و از پیش تلفات داده بود. او همچنین بر ترمیم دیوارهای دفاعی که توسط توپخانهٔ دشمن تخریب شده بودند نظارت داشت و در کنار همسرش، که یک جراح بود، به درمان مجروحان کمک می‌کرد. گفته شده است که او پس از آنکه همسرش در حمله‌ای به سنگر سنت جرج کشته شد، او را دفن کرد و سپس به میدان نبرد بازگشت.
این رویداد در کتاب «دهه‌ها» ی دیوگو دو کوت ثبت شده است. همچنین در یک مجلهٔ منتشرشده در سال ۱۸۴۲، این واقعه چنین توصیف شده است:
از نخستین محاصرهٔ دیو بگذریم و به دومین محاصره برسیم. این نبرد که تحت فرمان کاپیتان مشهور و شجاع، ژوآئو دو ماسکارنیاس، در زمان فرمانروایی ژوآئو دو کاسترو - یکی از بزرگ‌ترین مردانی که با افتخار و شایستگی در هند پرتغالی حکومت کردند - رخ داد، از محاصرهٔ نخست به‌مراتب سهمگین‌تر بود. به همین دلیل، گروه بزرگی از زنان تشکیل شد تا با اتحاد توان مردان و زنان، در برابر هجوم دشمنان مقاومت کنند. در میان آنان، نام‌های گارسیا رودریگز، ایزابل دیاس، کاترینا لوپس و ایزابل فرناندس دیده می‌شود که همگی تحت فرمان کاپیتان ایزابل مادیرا بودند. آنان در این محاصرهٔ تاریخی چنان درخشیدند که نه‌تنها در بازسازی دیوارها و سنگرها مشارکت کردند، بلکه در کنار سربازان جنگیدند و مقاومت آنان باعث شد که این دژ تسلیم نشود.